# Église Saint-Cirgues de Saint-Cirgues
L'église Saint-Cirgues est une église catholique située à Saint-Cirgues, en France.

## Localisation
L'église est située dans le département français de la Haute-Loire, sur la commune de Saint-Cirgues.

## Historique
L'origine de l'église remonte au XIe siècle. Construite du XIIIe siècle au XVe siècle, elle présente un curieux clocher avec une flèche curviligne, et des fresques du XVe siècle. L'église possède aussi un retable en bois du XVIIe siècle représentant la Vierge entourée des apôtres.
Sur le mur nord de l'église se trouve l'inscription suivante :

« Au IVe siècle après Jésus Christ, en Asie Mineure, Kérikos (Cyr) et sa mère Julitte, tous deux chrétiens, sont faits prisonniers lors de la persécution de Dioclétien. Tentant plus d’une fois de torturer l’enfant, les soldats virent leur cruauté punie. En effet, tous les gestes néfastes visant à blesser Cyr se retournaient, grâce à l’aide de Dieu, contre les bourreaux qui se retrouvaient tantôt brûlés, tantôt ébouillantés ou encore flagellés… Le juge du palais, fou de rage, en vint à attraper l’enfant par les pieds, et avec violence lui brisa la tête contre les marches du tribunal »

L'édifice est classé au titre des monuments historiques en 1930.

## Galerie de photos

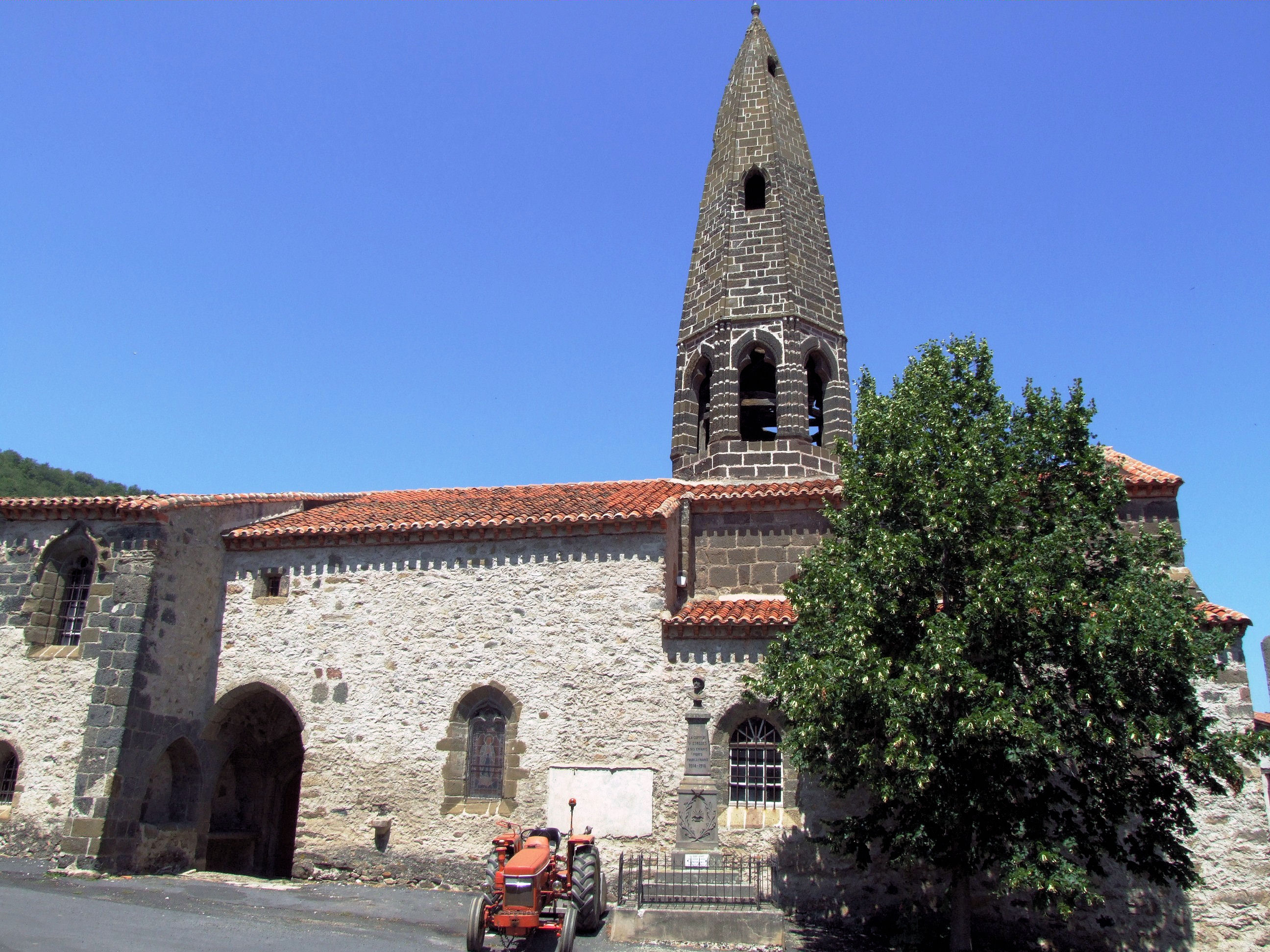
Église Saint-Cirgues - Façade.
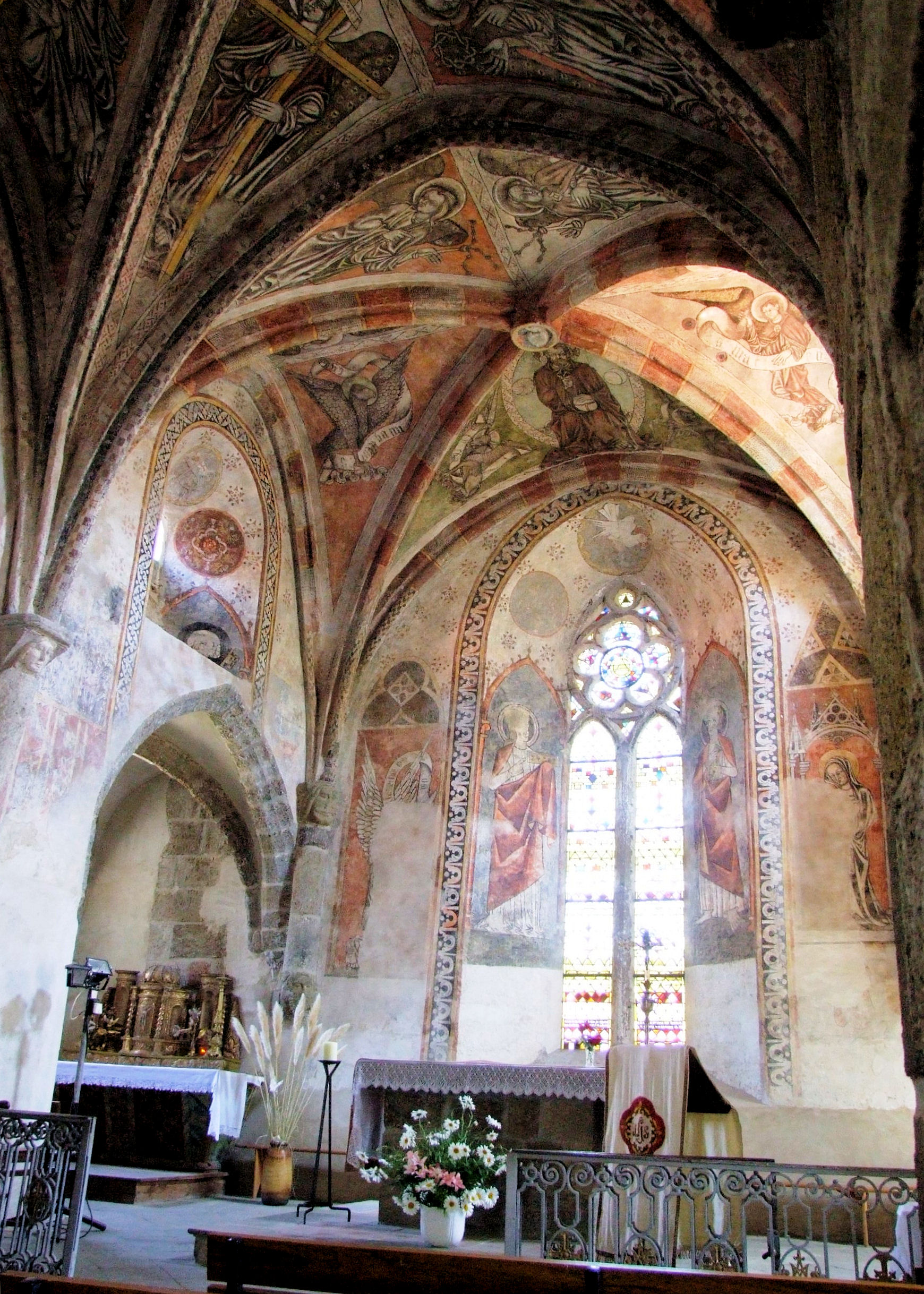
Église Saint-Cirgues - Fresques du chœur.
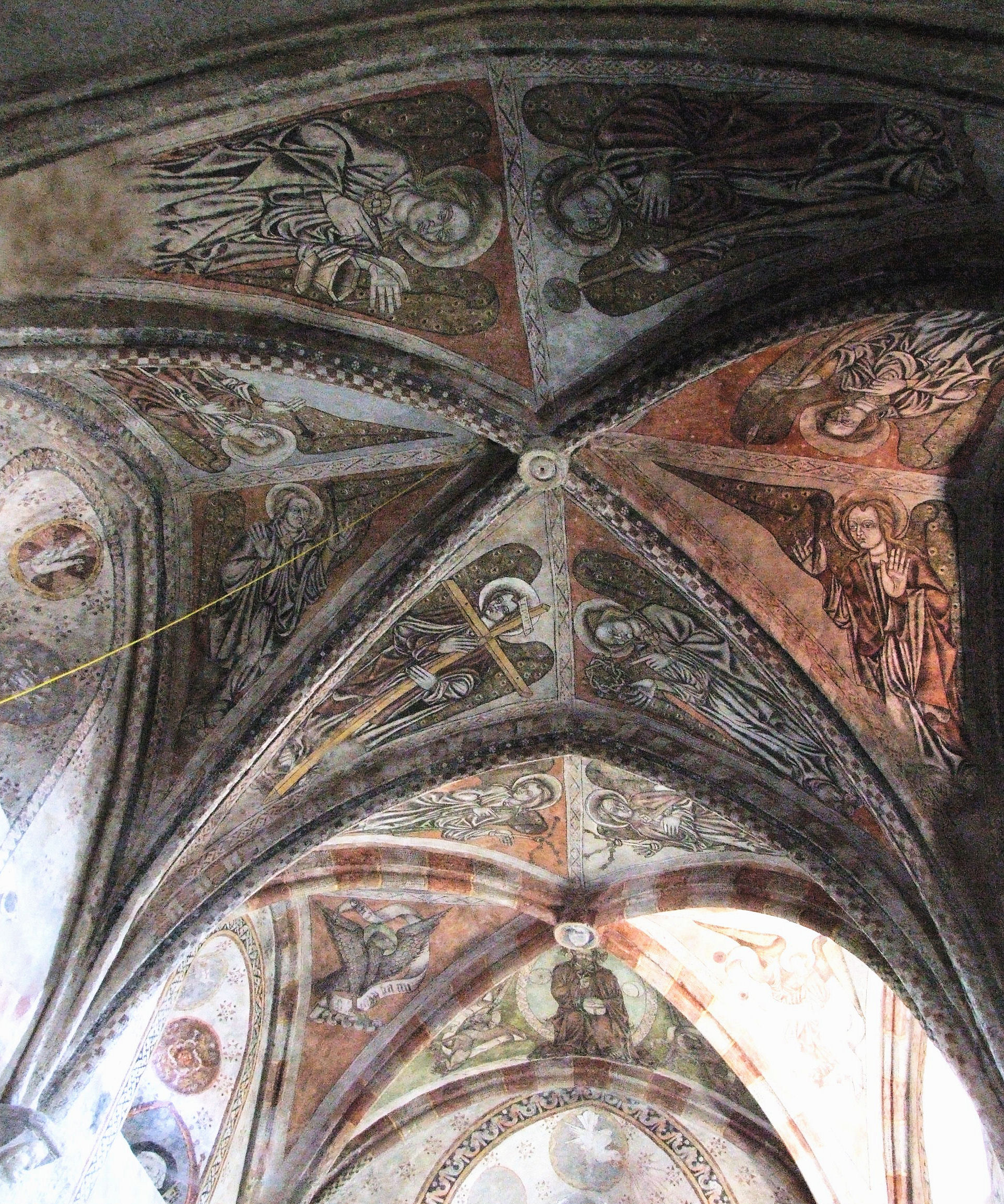
Église Saint-Cirgues - Fresques du chœur avec les instruments de la Passion.
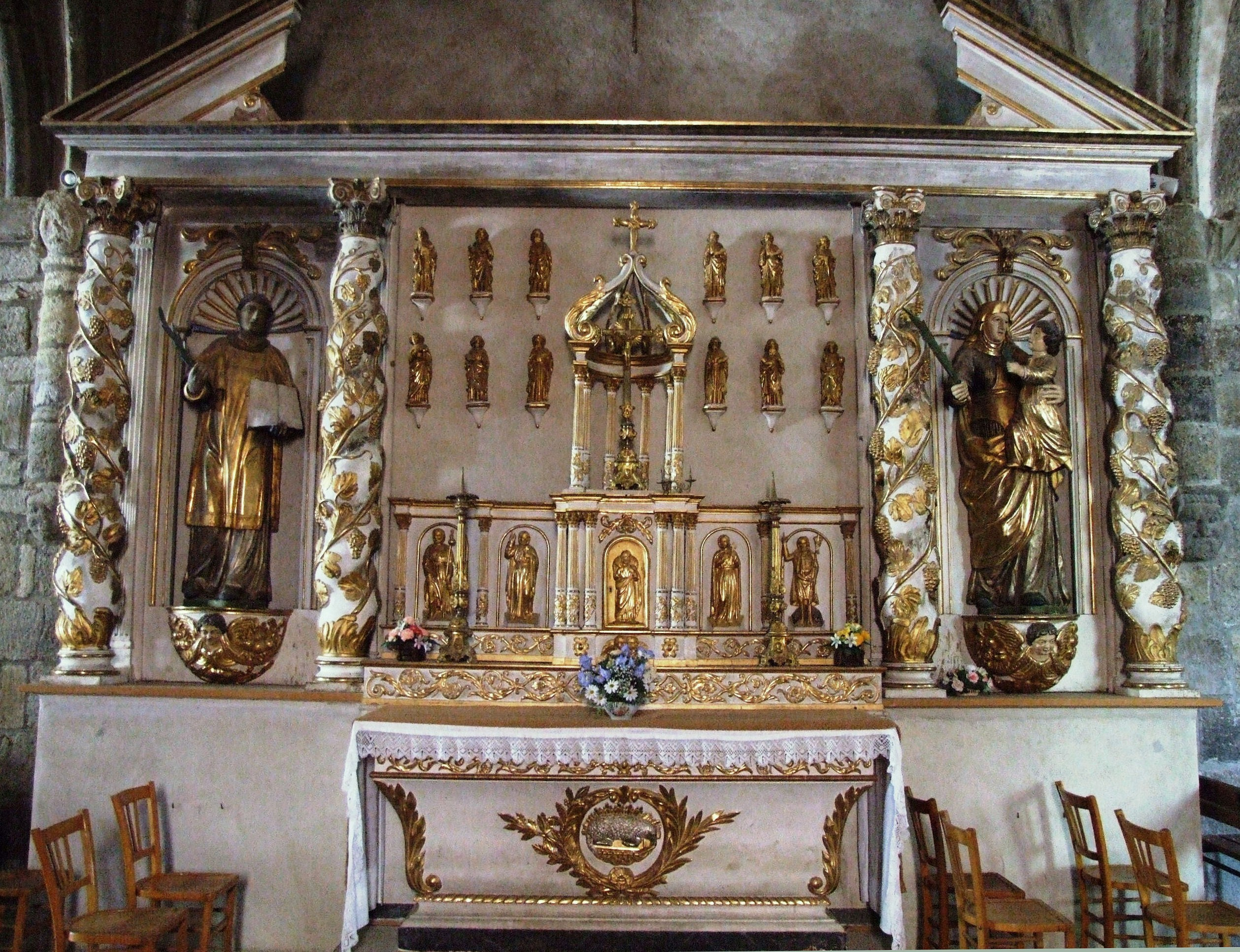
Église Saint-Cirgues - Retable du XVIIe siècle.